# Phyllobotryum bracteatum
Phyllobotryum bracteatum är en videväxtart som först beskrevs av Paul Lecomte, och fick sitt nu gällande namn av S. Hul. Phyllobotryum bracteatum ingår i släktet Phyllobotryum och familjen videväxter. Inga underarter finns listade i Catalogue of Life.